# Zágrábi hazaárulási per

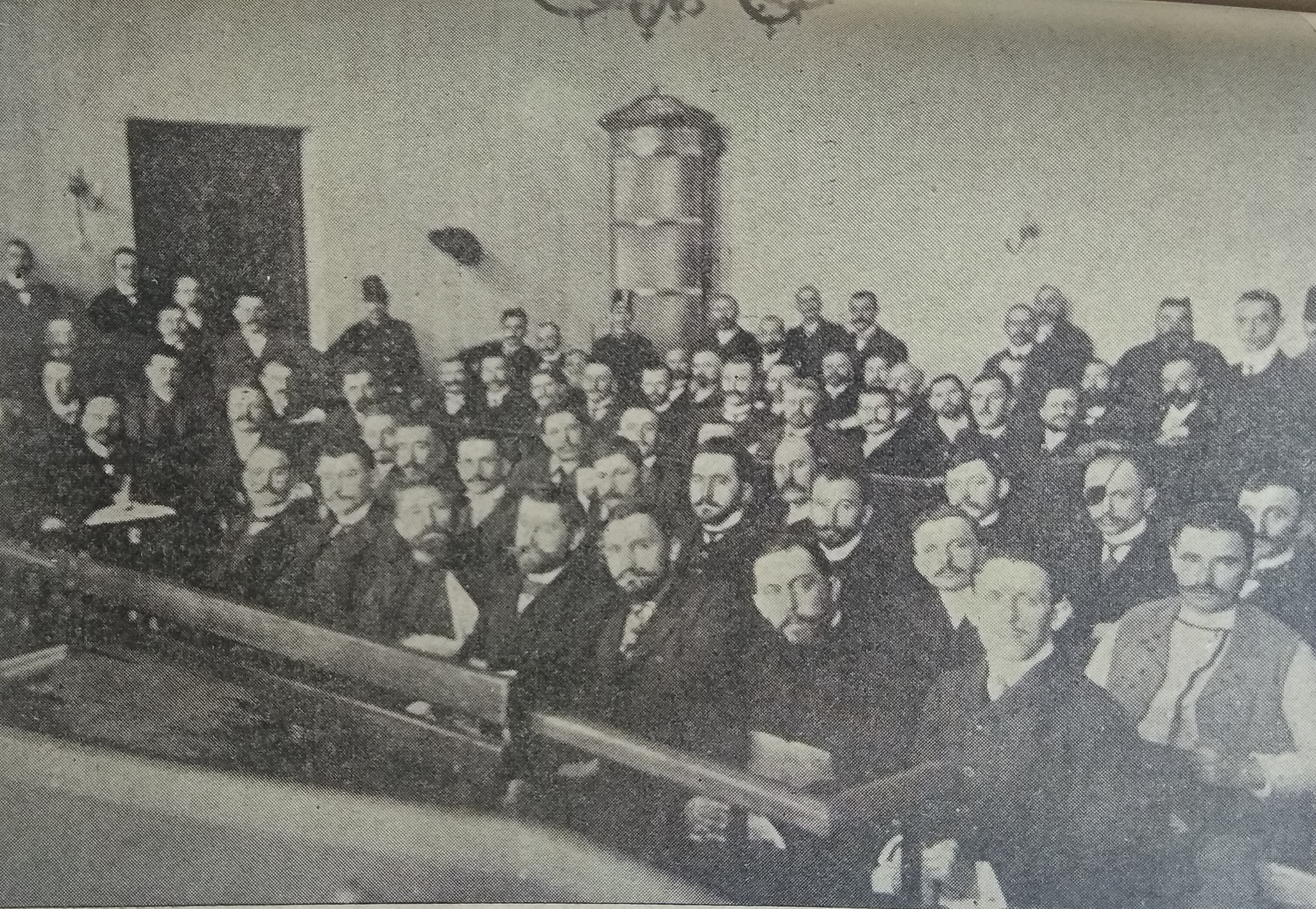
A hazaárulási per

Hazaárulási pernek (horvátul: Veleizdajnički proces, más néven Agram-pernek) nevezik azt a pert, amelyet 1909-ben Zágrábban rendeztek az osztrák-magyar hatóságok a Szerb Függetlenségi Párt (Srpske samostalne stranke, rövidítve: SSS) 53 tagja ellen. Ekkor a horvát parlament többségi erejét az SSS és a Horvát Jogok Pártja alkotta. Azzal vádolták őket, hogy együttműködtek a szerb hatóságokkal a délszlávok közös állammá egyesítésére irányuló összeesküvésben. Bár a bizonyítékok gyengék voltak (bebizonyosodott, hogy az ügyészség fő tanúja rendőrségi provokátor volt, és a korabeli szabályozás szerint az így gyűjtött információk nem minősültek jogi bizonyítéknak), börtönbüntetésre ítélték őket. A koalíció azonban hamarosan politikai paktumot kötött Khuen-Héderváry Károly magyar miniszterelnökkel, így mindenki kegyelmet kapott.
A hazaárulási per idején a Szerb Királyság részéről – a Fekete Kéz titkos szervezeten keresztül – területi terjeszkedés céljából olyan tevékenységet folytattak, amely magában foglalta Dél-Szerbia térségében és az Oszmán Birodalom uralma alatti Macedóniában a beszervezett gerillák segítségével végzett katonai akciókat, valamint különféle hírszerzési és propagandatevékenységeket, illetve egy esetleges európai háborúra számítva, amelyben Szerbiának lehetősége nyílna területe kiterjesztésére – Ausztria-Magyarország és a Montenegrói Királyság területén, ahol fegyveres lázadás megszervezésén is dolgoztak – a fegyveres akciókra való felkészülést. Néhány prominensebb résztvevőjük, mint például Svetozar Pribićević, Puniša Račić és Vaso Čubrilović, később nyilvánosan is beszéltek ezekben a tevékenységekben való részvételükről.
A Szerb Függetlenségi Párt elnöke, Svetozar Pribićević 1931-es Pogledi na stanje u Jugoslaviji i njenu budućnost (Nézetek a jugoszláviai helyzetről és jövőjéről) című brosúrájában megfogalmazott későbbi állítása szerint a zágrábi hazaárulási per vádlottjai valóban árulók voltak, akik Ausztria-Magyarország szétverésén és Jugoszlávia megalapításán dolgoztak, de az ügyészségnek nem volt megfelelő bizonyítéka.

## A horvát-szerb koalíció lejáratásának kísérlete
A per egyik oka az volt, hogy Milan Pribićević osztrák tiszt, Horvátország legbefolyásosabb szerb politikusának, Svetozar Pribićevićnek, a délszláv integráció szószólójának öccse Szerbiába szökött. A vádlottak között volt még két testvérük, Valerijan és Adam. Magát Svetozar Pribićevićet nem helyezték vád alá, mert a horvát és a magyar parlament tagjaként mentelmi jogot élvezett, Srđan Budisavljević és egy másik megvádolt képviselő mentelmi jogának feloldását pedig a magyar Országgyűlés megtagadta.
Bírálták Pribićević politikai elképzeléseit, valamint a politikai harcot, amelyet akkor a horvát–szerb koalíció vezetett. A hatalom azzal próbálta lejáratni a koalíciót, hogy viszályt okoznak azzal, hogy a szerbeket a politikai harc mellett tömeges összeesküvés szervezésével vádolják. A megvádolt szerbek és általában a koalíció elleni támadásokban a bécsi hatóságokkal egyetértésben a Josip Frank (a frankisták) vezette Tiszta Jogok Pártja is részt vett. A vád alapjául az 1908. augusztus 5-én Budapesten nyomtatott „Finale” című prospektus szolgált, amelynek szerzője Đorđe Nastić volt.

## Az annexiós válság
A letartóztatások augusztus 18-án, I. Ferenc József születésnapján kezdődtek. Ugyanezen a napon a bécsi hatóságok határozatot hoztak Bosznia-Hercegovina annektálásáról. Ez a két esemény közvetlenül összefüggött, Bécs ugyanis tudta, hogy az annektálás kinyilvánítása európai válságot fog okozni és meg kellett mutatni, hogy Szerbiából szervezett államellenes összeesküvés van, ami igazolhatja az annektálást. Az annexió 1908. október 6-i kihirdetése után súlyos európai diplomáciai válság keletkezett, amelyben Oroszország és Anglia szembeszállt ezzel az eljárással. Háború fenyegetett és mivel a vádlottak 1909 márciusáig őrizetben voltak, várható volt, hogy ha kitör a háború, mindannyiukat felakasztják.

## A védelem sikere
Maga a folyamat hét hónapig tartott. A Hinko Hinković ügyvéd vezette védelem azzal érvelt, hogy a bizonyítékok nem állják meg a helyüket. Bebizonyosodott, hogy Đorđe Nastić egy ügynök-provokátor és ennek nyilvánvalóvá tételében részt vett Tomáš Masaryk professzor, később Csehszlovákia elnöke is. Az európai sajtó nagy figyelmet szentelt a pernek, mely Bécset súlyosan hiteltelenítette. Ennek ellenére a vádlottakat bűnösnek találták, és 1909. október 6-án összesen 173 év börtönbüntetésre ítélték őket. 
Jóval később, 1931-ben Svetozar Pribićević elismerte, hogy a megvádolt szerbek valóban államellenes propagandát folytattak, szívükben-lelkükben a jog szerint valóban hazaárulók voltak és tevékenységük az akkori büntetőjog szempontjából valóban hazaárulásnak minősült.

## A kegyelem
1909-ben a zágrábi Royal Hotelben demonstrációt tartottak az első, hazaárulás miatt elítélt csoport börtönből való kiszabadításáért. Az egyik felszólaló Ljuba Babić Đalski volt, aki a zágrábi Srbobran szerint „hazafias és szép beszéddel köszöntötte harcosainkat és mártírjainkat”. 1910. február elején a koalíció, amelyből Supilo kilépett, politikai megállapodást kötött az új magyar miniszterelnökkel, gróf Khuen-Héderváry Károllyal. Nem sokkal ezután minden elítélt kegyelmet kapott.

## A kapcsolódó perek

### A Friedjung-per
A folyamat indulásakor, 1909 márciusában Heinrich Friedjung bécsi történész cikksorozatot jelentetett meg, amelyben Frano Supilót, a koalíció horvát vezetőjét is hazaárulással vádolta meg. Ez vezetett a Friedjung-perhez, mely 1909 végén zajlott Bécsben. Azzal vádolták, hogy jóhiszeműen használt fel hamisított dokumentumokat és forrásokat, amelyeket Aehrenthal gróf külügyminiszter adott át neki.

### Perek Bosznia-Hercegovinában és Montenegróban
1907 októberétől Montenegróban bomba-ügyként ismert bírósági eljárást tartottak szerbbarát felforgatással vádolt csoportok ellen, amelyben 49 szerb ügynököt ítéltek el, közülük 6-ot halálra. 1909-ben következett a Kolašin-ügy, amelyben 160 embert tartóztattak le, akik közül 11-et halálra ítéltek. Bosznia-Hercegovinában csak az első világháború kezdetén 17 hazaárulási per indult szerb ügynökök ellen. Kezdettől fogva nagy számban vádoltak olyan embereket, akikről köztudottan osztrákellenesek és szerbbarátok voltak, de bizonyítékok hiányában később többnyire felmentették őket. Néhányuk bűnössége azonban bebizonyosodott, és csak Banja Lukában 16 embert ítéltek halálra.

## A horvát reakciók
A horvátok véleménye megoszlott erről a folyamatról. A frankisták aktív részesei voltak a szerbellenes propaganda politikájának, ezért 1908-ban Glinában feljelentettek a hatóságoknak minden szerbet, aki az üzleti életben vetélytársuk volt. Ezért tartóztattak le a hatóságok Glinából további 8 szerbet, akiket több mint 500 ember kísért a glinai állomásról Zágráb felé tartó útjukon. Laza Bačić jasenovaci kereskedő árulóként való letartóztatása után 36 prominens novszkai horvát, köztük Luka Žiljar plébános azzal a kéréssel fordult a királyhoz, hogy a letartóztatottakat engedjék szabadon a börtönből, ami hamarosan meg is történt. Pero Vujaklija topuszkai kereskedő 3 hónap és 11 nap börtön után 36 évesen anélkül halt meg a börtönben, hogy meghallgatták volna. Három gyermeket és egy kiszolgáltatott családot hagyott hátra. A rendőrfőnök megtiltotta a kórházból való temetést mondván, hogy tüntetések lehetnek a temetés és a halottak ellen, ezért az elhunytat a Mirogoj hullaházába vitték.

## Fordítás
- Ez a szócikk részben vagy egészben  a   Veleizdajnički proces című horvát Wikipédia-szócikk ezen változatának fordításán alapul.  Az eredeti cikk szerkesztőit annak laptörténete sorolja fel. Ez a jelzés csupán a megfogalmazás eredetét és a szerzői jogokat jelzi, nem szolgál a cikkben szereplő információk forrásmegjelöléseként.